# Ceresium jeanvoinei
Ceresium jeanvoinei är en skalbaggsart som beskrevs av Maurice Pic 1933. Ceresium jeanvoinei ingår i släktet Ceresium och familjen långhorningar.
Artens utbredningsområde är Laos. Inga underarter finns listade i Catalogue of Life.